# سودابه فضائلی
سودابه فضائلی (متولد ۱۳۲۶) نویسنده، مترجم و پژوهشگر ایرانی است.

## سرگذشت
فضایلی بیشتر با آثارش در اسطوره‌شناسی و نمادشناسی شناخته می‌شود. در طول بیش از چهار دهه فعالیت بیش از ۴۰ کتاب از وی منتشر شده که بعضی از مراجع اصلی در فارسی محسوب می‌شوند. فضائلی در کمبریج و لندن به تحصیل ادبیات انگلیسی (۱۳۵۱–۱۳۴۸) پرداخت و در دانشگاه سوربون-پاریس رشته‌های زبان پهلوی (۱۳۵۵) و زبان و ادبیات تطبیقی (۱۳۵۶–۱۳۵۲) خواند. با محمّدرضا اصلانی ازدواج کرد و در تهران زندگی می‌کند. او در سال ۱۳۹۵ جدیدترین رمان خود را منتشر کرد.

### زندگی حرفه‌ای
آثاری که فضائلی تالیف کرده‌است مورد توجه مجامع مختلفی قرار گرفته‌است. ناصر فکوهی در خصوص آثار فضائلی می‌گوید: «ارزش کار فضائلی در تولید آثار در چند حوزه مختلف از اسطوره و نماد شناسی تا رمان، شعر نمایشنامه و ادبیات است.» از وی به خاطر نگارش آثاری چند در نشستی به میزبانی پژوهشگاه میراث فرهنگی و گردشگری؛ تقدیر شد. در این نشست، پژوهشکده فرهنگ پژوهشگاه فرهنگ، هنر و ارتباطات و پژوهشکده مردم‌شناسی نیز همکاری داشتند. دبیر علمی این نشست را علیرضا حسن زاده عهده‌دار بود. او در کارنامه حرفه‌ای خود، عضویت در هیئت انتخاب و نظارت سمینار بین‌المللی نمایش‌های آئینی و سنتی را دارد. او یکی از اعضاء هیات علمی جایزه ادبی پروین اعتصامی نیز می‌باشد.

### جوایز
- منتخب بهترین ترجمه کتاب یی‌چینگ، دانشگاه پکن، بخش ایرانشناسی (۱۳۷۰)
- جایزهٔ بیست‌وسومین دورهٔ کتاب سال (۱۳۸۱)[۸]
- جایزهٔ جلال ستاری (۱۳۹۲)[۹]

## آثار

### داستان، نمایشنامه، شعر
- گشتِ گشتن و بازگشتن‌ها (مجموعه داستان) (۱۳۴۶)؛ نشر رشدیه
- عاشقانه‌ها: گزینه‌ای از گفتارهای یار عاشقان (۱۳۸۶)؛ نشر جیحون
- غولواره در مهمانخانهٔ درخت بنفش: سه قصهٔ پیاپی (۱۳۹۵)؛ نشر مروارید[۱۰]
- صداع (داستان بلند) (۱۳۹۰)؛ نشر نیلوفر
- مجموعه آثار نمایشی سودابه فضایلی (نمایشنامه‌ها) کمبوجیه- چپ‌ترین نخاع؛ کرکس؛ مغز چوبی‌ها؛ گردآوری و مقدمه رسول نظرزاده (۱۳۹۲)؛ نشر افراز
- حکایت گل‌های رازیان (داستان بلند) (۱۳۹۵)؛ نشر نقره

### پژوهش
- فرهنگ غرایب (دوجلد): آیین‌ها، اساطیر، رسوم، حرکات آیینی، اشیا متبرک، کتاب‌های قدسی، اصطلاحات عرفانی (۱۳۸۳)؛ سازمان میراث فرهنگی و گردشگری، پژوهشکده مردم‌شناسی (چاپ اول) و نشر افکار (چاپ دوم ۱۳۸۴)[۱۱]
- شبرنگ بهزاد: (رمزپردازی اسب در روایات پریانی، اسطوره‌ای و حماسی؛ نمادگرایی جام و جام حسنلو؛ سرسپاری و رمزهایش) (۱۳۸۸)؛ نشر جیحون[۱۲]
- از کف دستانم مرغان عجب رویند: بررسی شعر اکنون فارسی با نگاهی تطبیقی به شعر جهان (۱۳۹۲)؛ نشر روزبهان[۱۳]
- با سخن هم نور را همره کند (مجموعه مقالات) (۱۳۹۶)؛ نشر نقره

### ترجمه
- راه باریکی به سوی شمال، ادوارد باند (ترجمه از انگلیسی) (۱۳۵۲)؛ نشر کارگاه نمایش
- گاسپار، پیتر هنتکه، (ترجمه از انگلیسی) (۱۳۵۳)؛ نشر کارگاه نمایش
- هملت: هدیه سالگرد ما، اوگوست استریندبرگ (ترجمه از انگلیسی) (۱۳۵۷)؛ انتشارات تئاتر شهر
- سینمای شیلی، مایکل کانن (ترجمه از انگلیسی) (۱۳۶۰)؛ نشر روزبهان
- رابرت فلاهرتی و سینمای مستند شاعرانه، فؤاد کونیتار (مقالهٔ هانری آژل: ترجمه منیژه عراقی‌زاده) (ترجمه از فرانسه) (۱۳۶۲)؛ نشر بی‌نا
- زائر خوشبخت، ماریو پوزو (ترجمه از انگلیسی) (۱۳۶۲)؛ نشر آینه
- یی‌جینگ یا کتاب تقدیرات، تفسیر لائودسو و کنفوسیوس، مترجم انگلیسی آلفرد داگلاس (ترجمه از انگلیسی) (۱۳۶۲)؛ نشر نقره (چاپ اول)
- شکسپیر در پرتو هنر عرفانی، مارتین لینگز (ترجمه از انگلیسی) (۱۳۶۴)؛ نشر نقره
- خاطرات مرگ (یک پژوهش پزشکی)، مایکل سابوم (ترجمه از انگلیسی) (۱۳۶۵)؛ نشر زرین
- یی‌جینگ یا کتاب تقدیرات، تفسیر لائودسو و کنفوسیوس، مترجم انگلیسی آلفرد داگلاس (ترجمه از انگلیسی) (۱۳۷۳) نشر ثالث (چاپ یازدهم1395)[۱۴]
- ثورا، ژرار آنکوس (پاپوس) (ترجمه و تحقیق از فرانسه) (۱۳۷۷)؛ نشر ثالث (چاپ دوم ۱۳۷۸)
- فرهنگ نمادها (پنج جلد): اساطیر، رؤیاها، رسوم و غیره، ژان شوالیه و الن گربران (ترجمه و تحقیق از فرانسه) (۱۳۷۸)؛ نشر جیحون (چاپ سوم ۱۳۹۴)[۱۵][۱۶]
- موسیقی و عرفان: سنت شیعی اهل حق، ژان دورینگ (ترجمه از فرانسه) (۱۳۷۸)؛ انجمن ایران‌شناسی فرانسه و نشر پرسش.
- اخبار الحلاج، خبرها و خطابه‌ها، (ترجمه از عربی: محمد فضایلی؛ تحقیقات لویی ماسینیون، ترجمه از فرانسه: سودابه فضایلی) (۱۳۷۸)؛ نشر پرسش، اصفهان.
- راز شکسپیر، مارتین لینگز (ترجمه از انگلیسی) (۱۳۸۲)؛ نشر قطره (چاپ چهارم ۱۳۹۵)
- سنت و تحول موسیقی ایرانی، ژان دورینگ (ترجمه از فرانسه) (۱۳۸۳)؛ نشر توس و انجمن ایرانشناسی فرانسه
- روح نغمات: موسیقی استاد الهی، ژان دورینگ (ترجمه از فرانسه) (۱۳۸۴)؛ نشر جیحون (چاپ ششم ۱۳۹۵)
- رابرت فلاهرتی و سینمای مستند شاعرانه، فؤاد کونیتار (ترجمه از فرانسه، مقالهٔ هانری آژل، ترجمهٔ منیژه عراقی‌زاده) (۱۳۸۹)؛ نشر روزبهان (چاپ دوم)
- دائودِجینگ- کتاب طریقت و فضیلت، لائودسو (ترجمه از فرانسه) (۱۳۹۱)؛ نشر ادیان، قم
- پژوهشی در ایده‌ها، انسان‌ها و رویدادها در ادیان عهد باستان، سموئل جورج فردریک براندن (ترجمه و تحقیق از انگلیسی) (۱۳۹۱) نشر دانشگاه ادیان و مذاهب، قم
- بهشت کوچکی روی زمین: شعر نمایش، گفتگو، تادئوش روژویچ (ترجمه از انگلیسی) (۱۳۹۲)؛ نشر افراز

### مقاله
- فضایلی، سودابه(۱۳۸۸)، «ارتباط آیین، اسطوره و نماد»، انتشارات نمایش، شماره۳۱۴، (نخستین سمینار بین‌المللی نمایش‌های آیینی و سنتی، صص۴۱–۵۶
- فضایلی، سودابه(۱۳۹۲)، «اشکال و مراحل گوناگون در آیین سرسپاری نحله‌های باطنی جهان»، انتشارات نمایش، شماره۴۲۵، (سومین سمینار بین‌المللی نمایش‌های آیینی و سنتی، صص۱۹۵–۲۰۳
- فضایلی، سودابه (۱۳۹۴)، «آیین ور»، انتشارات نمایش، ش۴۴۶، (چهارمین سمینار بین‌المللی نمایش‌های آیینی و سنتی، صص۱۱–۲۲
- فضایلی، سودابه (۱۳۹۵)، «از روزهای رفته حکایت»، مجله تجربه، ش۴۷، صص۳۳–۳۴
- فضایلی، سودابه (۱۳۹۵)، «نگاهی به اسطورهٔ میمون و مفاهیم نمادین آن»، مجله شبکه آفتاب، ش۲۹، صص۸–۱۲
- فضایلی، سودابه (۱۳۹۳)، «رقص اسطورهٔ عدالت بر زمین»، مجله گذر، ش۲، صص۳۰–۳۷
- فضایلی سودابه(۱۳۹۶)، «هایپررئالیتی در فیلم مستند»، در کتاب خیال و سینمای مستند، انتشارات مرکز گسترش سینمای مستند.
- فضایلی، سودابه (۱۳۹۳)، «هدایت نشسته بود و با هم گپ می‌زدیم»، نمایه تهران، ش۹، صص۱۲-۱۵
- فضایلی، سودابه (۹/۹/۱۳۹۲)، «آناهیتا»، مجله نمایه تهران، و انسان‌شناسی و فرهنگ
- فضایلی، سودابه (امرداد۱۳۹۴)، «ایکاش چون آماتیس بودیم»، مجله نمایه تهران.
- فضایلی، سودابه (آذر۱۳۹۵)، «در خیابان‌های خاموش این شهر سربی» ده شعر منتخب جهان و بنفش‌تر از خود، در کارنامه مؤلف: محمدرضا اصلانی، کتاب هفته، ش۱۳۳، صص۳۶–۴۴
- دورگنات، ریموند؛ ترجمه سودابه فضایلی(از انگلیسی) (۱۳۷۵)، «فرانژو»، نقد سینما، ش۷، ص ۹۴-۱۰۲
- فضایلی، سودابه (۱۳۹۱)، «سنگینی سایه‌ی اعلام و اسما در ترجمه متون اساطیری»، آزما، ش۹۴، صص۴۴-۴۹ (+دانلود از noormags)
- فضایلی، سودابه (۱۳۹۱)، «سوختن در آتش تاوان نگاهی دیگر:تأملی بر اندیشه‌ی جوردانو برونو»، آزما، ش۹۱، ص ۴۲
- فضایلی، سودابه (۱۳۹۱)، «جهان، روی صحنه تئاتر کمدی»، آزما، ش۸۹، ص ۵۴ (دانلود از noormags)
- فضایلی، سودابه (۱۳۹۱)، «اشراق روزی کروسی»، آزما، ش۸۷، ص ۳۹ (دانلود از magiran)
- فضایلی، سودابه (۱۳۹۱)، «یک نسترن، یک نسترن است: در بارهٔ گرترود استاین»، آزما، ش۸۸، ص ۲۸ (دانلود از noormags)
- فضایلی، سودابه (۱۳۸۹)، «همذات پنداری فیروز و مبارک»، آزما، ش۷۲، ص ۲۳
- فضایلی، سودابه (۱۳۸۷-۱۳۸۸)، «فیروز مقدس: بحثی در نمادشناسی حاجی فیروز طلایه‌دار نوروز و بهار»، آزما، ش۶۴، صص۹- ۶
- فضایلی، سودابه (۱۳۹۵)، «بازی با دم شیر؛ درباره‌ی کتاب «زائر خوشبخت»، شرق، ش۲۶۱۶، ص ۱۲
- فضایلی، سودابه (۱۳۹۵)، «رهایی از واقعیت‌گرایی ناپاک»، سینما و ادبیات، ش۵۹، ص ۲۲۰ (دانلود از magiran)
- [http://noavarannews.com/preview/1083/%5Bپیوند+مرده%5D فضایلی، سودابه (۱۳۹۵)، «تقلید و تکرار در شعر امروز بیداد می‌کند- برای [[شاملو]]»، نوآوران، ۱۸ تیر]]
- فضایلی، سودابه (۱۳۸۷)، «زمانی بی‌مرگ و جاودان: در اساطیر ایرانی دربارهٔ بهار می‌خوانیم»، آزما، ش ۵۷، صص ۶–۸ (دانلود از noormags)
- فضایلی، سودابه (۱۳۹۱)، «کتابخانه»، آزما، ش ۸۷، ص ۳۹–۴۱ (دانلود از noormags)
- فضایلی، سودابه (۱۳۸۹)، «کتابخانه: معرفی کتاب»، آزما، ش ۷۲، ص ۴۵–۴۶
- باتلر، ایوان، سودابه فضایلی، (۱۳۷۵)، «نگره دین- سینما: مذهب در سینما (۱)»، نقد سینما، ش ۷، ص ۲۳-۳۳
- باتلر، ایوان، سودابه فضایلی، (۱۳۷۵)، «مذهب در سینما»، نقد سینما (۲)، ش ۸، ص ۸۳-۹۱
- باتلر، ایوان، سودابه فضایلی، (۱۳۷۵)، «مذهب در سینما (۳): فصل سوم: کشیشان، اسقفان و کلیسا»؛ نقد سینما، ش ۹، ص ۶۰-۶۹
- مدب، عبدالوهاب؛ سودابه فضایلی، (۱۳۷۴) «شمایل و حروف (زیباشناسی اسلامی، باستان‌شناسی سینما)»، نقد سینما، ش ۶، ص ۲۲-۲۸
- اپشتاین، ژان، سودابه فضایلی، (۱۳۷۴)، «نقد-نگره: هوشیاری یک ماشین (۱)»، نقد سینما، ش ۵، ص ۲۰۰–۲۰۱ (دانلود از noormags)
- زیمر، کریستیان، سودابه فضایلی، (۱۳۷۴)، «سینما و سیاست (نظریه و تفکر)»، نقد سینما، ش ۵، ص ۲۴۰-۲۵۱
- فضایلی، سودابه (۱۳۹۰)، «کتابخانه»، آزما، ش ۸۶، ص ۵۴–۵۷ (دانلود از noormags)
- فضایلی، سودابه (۱۳۸۷)، «حکیم موسیقی: به مناسبت هشتادمین سال تولد داریوش صفوت»، اعتماد ملی، ش۶۸۹، ص۷

### سخنرانی
- (۱۳۹۵)، «سخنرانی در هفتهٔ فیلم پیتر بروک و نقد فیلم «شاه لیر»، ۳ شهریور، سینماتک خانهٔ هنرمندان
- (۱۳۹۵) «سخنرانی در هشتاد و دومین نشست انسان‌شناسی و فرهنگ درمورد فیلم جام حسنلو اثر محمدرضا اصلانی/ جام حسنلو: پنجاه سال بعد»، ۲۹ فروردین، پژوهشگاه فرهنگ، هنر و ارتباطات
- (۱۳۹۳)، «دههٔ چهل» به مناسبت بزرگداشت هوشنگ آزادی‌ور) تئاتر شهر- سالن اصلی، در اختتامیه هفدهمین جشنواره تئاتر دانشگاهی، ۲۷ اردیبهشت ۱۳۹۳
- پلک تهران (۱۳۹۲)، سخنرانی در مراسم نقد کتاب صداع نوشته سودابه فضایلی، ۲۶ مرداد ۹۲
- سالن امیرخانی خانه هنرمندان، نقد و معرفی کتاب از کف دستانم مرغان عجب رویند، با حضور طلایه رؤیایی، داریوش کیارس، سهراب حسینی و سودابه فضایلی، ۱۸ اردیبهشت ۱۳۹۲
- (۱۳۹۴)، «و اما سبزهای آتشین آتش سبز»، به مناسبت نمایش آتش سبز کار محمدرضا اصلانی، مؤسسه فضا، ۷ بهمن ۱۳۹۴
- (۱۳۹۰)، «تراغودی یک کلان‌شهر»، به مناسبت نمایش تهران هنر مفهومی کار محمدرضا اصلانی، خانه هنرمندان، ۸ دی ۱۳۹۰
- (۱۳۸۳)، «خوراک و نمادهای جهانی»، همایش فرهنگ و خوراک، میراث فرهنگی و گردشگری، ۱۹ اسفند ۱۳۸۳
- (۱۳۹۴)، «اساطیر در سینمای آوانگارد»، خانه هنرمندان، سالن امیرخانی، مکتب تهران
- (۱۳۹۴)، «تأویل و اسطوره»، تئاتر شهر، سالن کنفرانس، مکتب تهران
- فضایلی، سودابه (۱۳۸۸)، «ارتباط آیین، اسطوره و نماد»، تئاتر شهر، سالن کنفرانس (نخستین سمینار بین‌المللی نمایش‌های آیینی و سنتی،
- (۱۳۹۲)، «اشکال و مراحل گوناگون در آیین سرسپاری نحله‌های باطنی جهان»، تئاتر شهر، سالن کنفرانس (سومین سمینار بین‌المللی نمایش‌های آیینی و سنتی)
- (۱۳۹۴)، «آیین ور»، تئاتر شهر، سالن کنفرانس (چهارمین سمینار بین‌المللی نمایش‌های آیینی و سنتی
- (۶ مرداد ۱۳۹۵)، «اسطوره و تئاتر»، تئاتر شهر، سالن قشقایی، گروه تئاتری رزنانس
- (۶ بهمن ۱۳۹۲)الوهیت زن و تندیسک‌های پیشاتاریخ، پانزدهمین نشست انسانشناسی و فرهنگ
- فضایلی،سودابه (۵ آبان ۱۳۹۴)، شکسپیر همچون آینه وجود ما را به ما نشان می‌دهد؛ سیزدهمین برنامه از سه شنبه‌های نشر هنوز

## گفتگو
- شیوا، کوروش (۱۳۹۲)، «شعر اکنون درگفت و شنید: در آزادی خواهد سرود»، کتاب هفته، ش۱۰۶۲، ص۱۲
- بنکدار، امید (۱۳۷۹)، «فرهنگ نمادها: کسی نیست که با عالم معنا آشنا نباشد»، مجله زنان، ش۶۷، صص۵۳–۵۴
- منصوری مریم (۱۳۸۸)، «فرهنگ نمادها: نمادها جاری و جهان شمول هستند»، فرهیختگان، ش۱۷۹، ص۷
- منصوری، مریم (۱۳۸۴)، «۴۰ سال کار، ۲۰۰۰ مدخل در فرهنگ غرایب»، کتاب هفته، ش ۲۵۳، ص ۱۱
- آرامش، جواد (۱۳۸۴)، «دربارهٔ روح نغمات»، افتخار، ش۴۲۸، ص۱۲
- محمدی، سایر (۱۳۸۴)، «امروز با سودابه فضایلی»، ایران، ۱۶ش۳۲۷۵، ص ۲۴
- محمدی، سایر (۱۳۸۸)، «فرهنگ نمادها جایگاه خود را یافته‌است»، ایران، ش۴۲۵۳، ص۱۶
- گروه فرهنگی (۱۳۷۸) «فرهنگ نمادها: رمزهایی که آدمیان برای شناخت خداوند طرح ریخته‌اند»، قدس، ش۳۵۱۱، ص۱۲
- عابد، ندا (۱۳۸۲)، «فرهنگ نمادها در گفتگو با سودابه فضایلی»، آزما، ش ۲۵، ص ۱۳–۱۶
- ؟(۱۳۹۵)، «همراه با: سودابه فضایلی، گیتا گرگانی، اسدالله امرایی، محمود حسینی زاد، ویدا سامعی، فرید مرادی: چه کسی کتاب مرا دزدید؟، نگاهی به مسئله حقوق مؤلف در ایران و چاپ کتاب‌های مسروقه در مافیای سیاه کتاب»، آزما، ش ۱۱۷، ص ۱۵
- اسماعیل‌زاده، حوریه (۱۳۹۵)، «گفتگو با سودابه فضایلی در پی انتشار نامهٔ گلایه‌آمیزش از اوضاع نابسامان فرهنگی»، آزما، ش ۱۱۷، ص ۱۶ (دانلود از magiran)
- نیاورانی، نیلوفر (۱۳۹۴)، «نشست سودابه فضایلی، مشیت علایی، کاوه میرعباسی، علی عبداللهی، در بارهٔ ترجمه جدید کمدی الهی، از دیروز تا امروز»، سینما و ادبیات، ش ۴۵، ص ۱۸۶
- پنج‌تنی، منیره (۱۳۸۸)، «فرهنگ نمادها: گفتگو با سودابه فضایلی»، اطلاعات حکمت و معرفت، ش۳، صص ۶۹–۷۲
- حسن‌زاده، علیرضا (۱۳۸۲)، «قدرت، نماد و تاویل»، نافه، ش ۴۱، صص۴۷–۵۱
- صائبی، مرجان (۱۳۹۴)، «برهوت فرهنگی در سرزمین ترجمه/ میزگردی دربارهٔ ترجمه و ویراستاری با حضور سودابه فضایلی، گیتا گرکانی و ناصر فکوهی»، ایران، ۵۹۶۹، ص ۸
- اسماعیل‌زاده، حوریه (۱۳۹۲)، «آنچه باید اتفاق می‌افتد/ شعر دیگر در گفتگو با سودابه فضایلی به بهانه انتشار کتاب «از کف دستانم..»»، آزما، ش ۹۸، ص 46-49
- سپاسگزار، ندا (۱۳۸۵)، «بد نیست مثل یک آبنبات (گپی با سودابه فضایلی دربارهٔ کتاب سیر تحول موسیقی ایران به بهانه کسب جایزه کتاب سال ترجمه)»، آزما، ش ۴۸، صص ۱۴–۱۵ (دانلود از noormags)
- عابد، ندا (۱۳۸۳)، «گفتگو: شکسپیر از نگاهی دیگر»، آزما، ش ۳۲، صص ۱۴–۱۷
- نظیری، فؤاد (۱۳۹۶)، «با راوی حکایت گل‌های رازیان: نگاهی به جدیدترین رمان سودابه فضایلی»، آزما، ش۱۲۱، ص۹۷
- بامداد، فرهاد(۱۳۹۱)، «به انسان فکر کنید»، دیباچه پروین، ویژه نامهٔ جشنواره پروین اعتصامی
- عاشوری، نرگس (۱۳۹۴)، «جمال و زیبایی صفت هنر در این دنیاست»، روزنامهٔ ایران ش۵۹۵۸، ۳خرداد۱۳۹۴
- تقی‌زاده، نگار (۱۳۹۶)، «پی‌جوی معنا و نماد»، دو ماهنامه شوکران، فروردین۹۶، ش۵۴ و۵۵
- گهستونی، مجتبی؛ (۱۳۹۰) (انجمن دوستداران میراث فرهنگی تاریانا خوزستان) بخشی از مفاهیم و نمادهای یک سرزمین را باید در طبیعت جستجو کرد.